# 長子繼承制

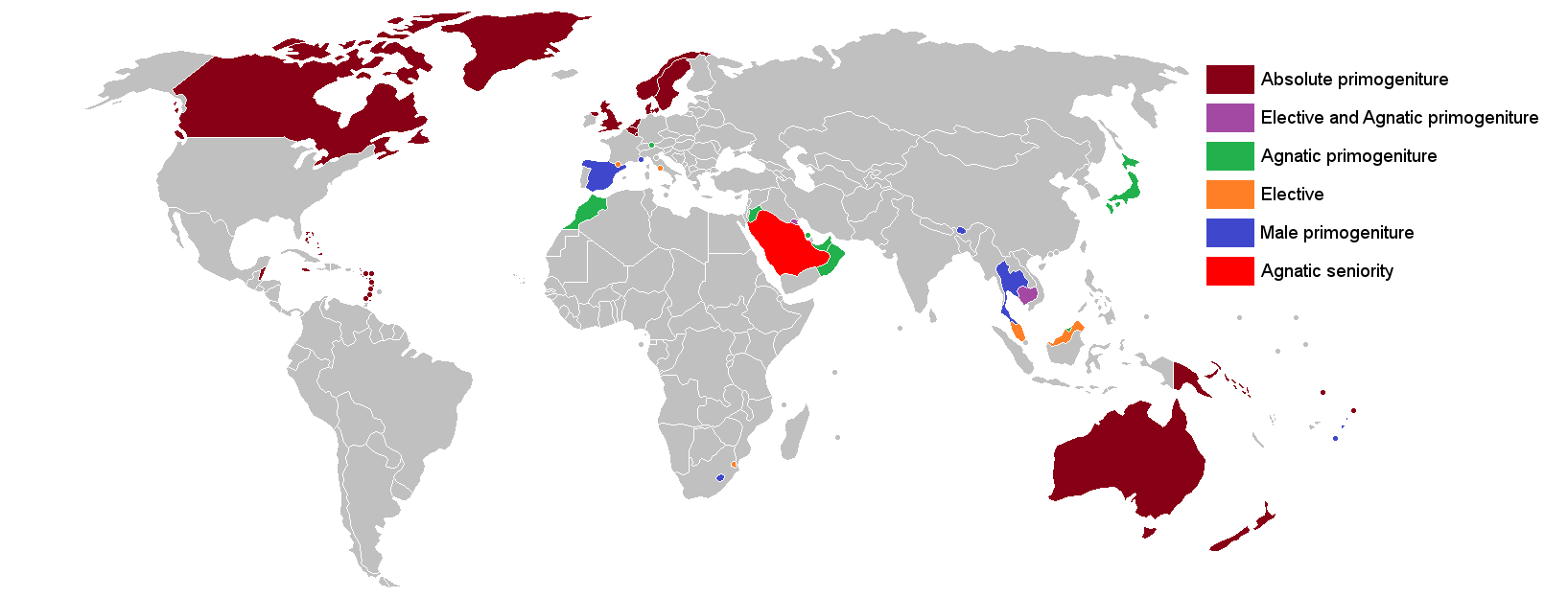
世界君主政體王位继承方式
嫡長繼承制（不限男女）
選舉君主制和嫡長繼承制（仅限男性）
嫡長男繼承制（仅限男性）
選舉君主制
嫡長繼承制（男性优先）
兄终弟及

欧洲君主政體王位继承方式
嫡長繼承制（不限男女）
嫡長繼承制（仅限男性）
選舉君主制
嫡長繼承制（男性优先）

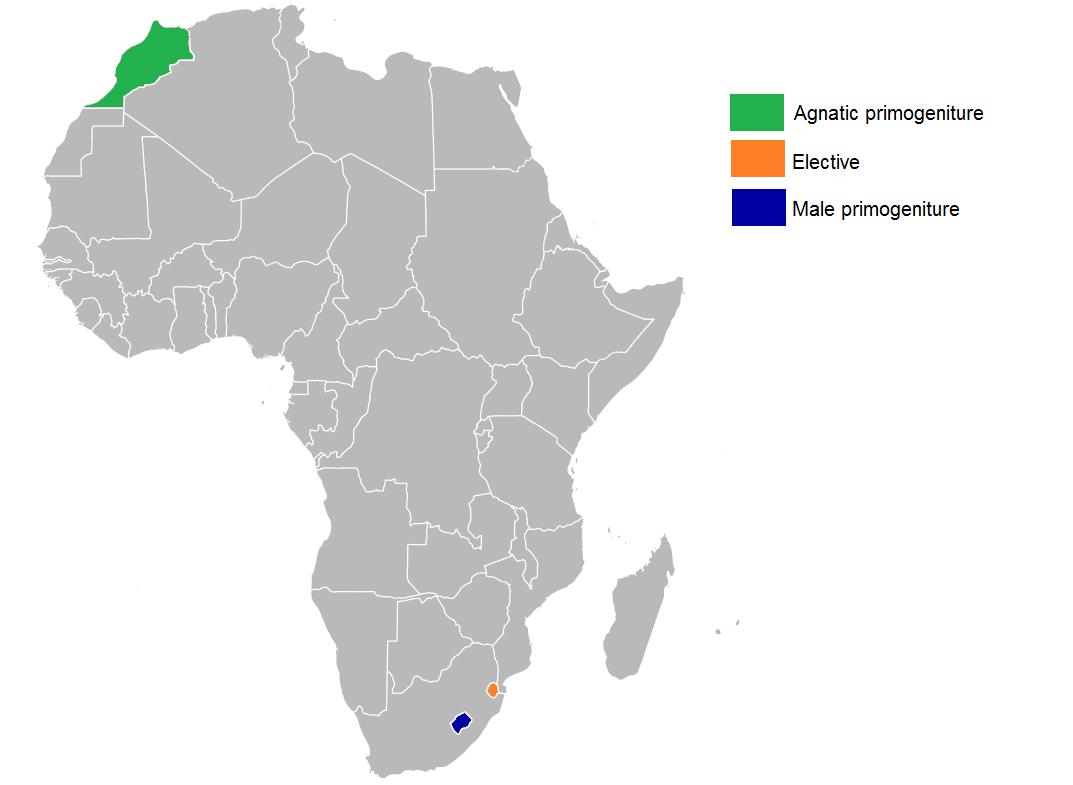
非洲君主政體王位继承方式
嫡長繼承制（仅限男性）
選舉君主制
嫡長繼承制（男性优先）

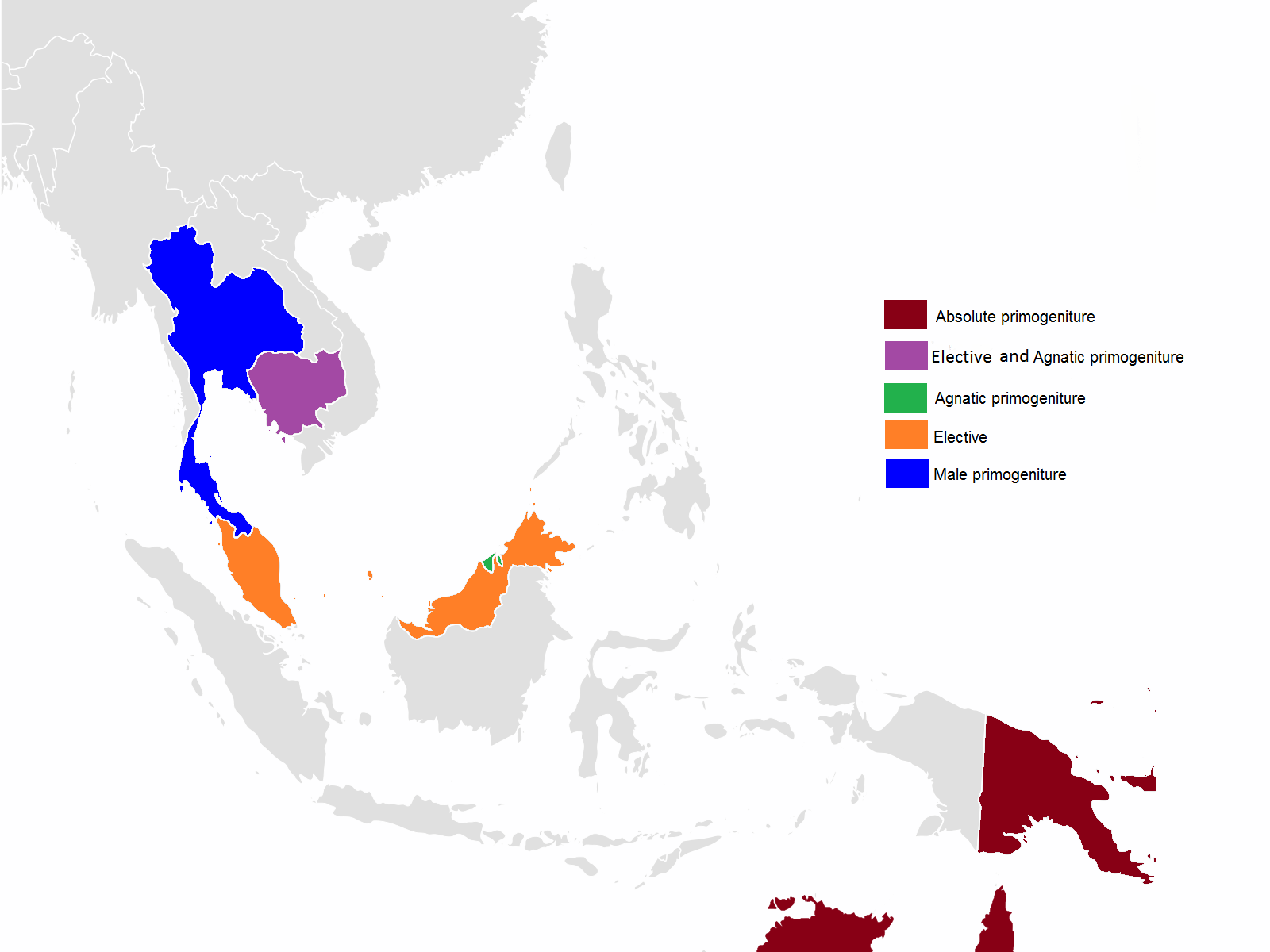
东南亚君主政體王位继承方式
嫡長繼承制（不限男女）
選舉君主制和嫡長繼承制（仅限男性）
嫡長繼承制（仅限男性）
選舉君主制
嫡長繼承制（男性优先）

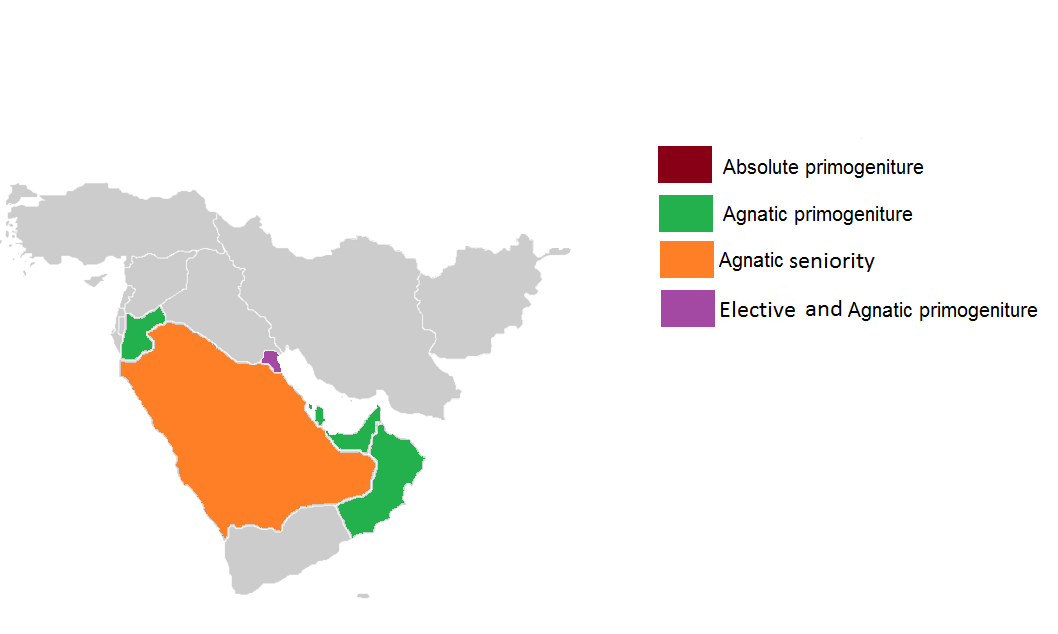
中东君主政體王位继承方式
嫡長繼承制（不限男女）
選舉君主制和嫡長繼承制（仅限男性）
嫡長繼承制（仅限男性）
兄终弟及
嫡長繼承制（仅限男性）

長子繼承制是指仅立嫡長子为继承人或長子有優先繼承權的制度。廣義的「長子」是指排行最長的子女，狹義者僅限兒子，女兒的繼承順序後於兒子，甚至無繼承權。但在一些母系社會中則以長女擁有優先繼承權。同时，长子继承制亦间接地将配偶或手足排除在继承人之外。

## 東亞地區的嫡長繼承制
在東亞傳統父系社會和一夫多妻（一夫一妻多妾）制度，只有兒子才有繼承權，其中又有嫡出和庶出之分，於是採取嫡长继承制「有嫡立嫡，无嫡立长」的制度（正妻長子—嫡長子—為最優先，無嫡子時立諸妾中最年長的儿子—庶長子），但因条件局限，未能嚴格长期实行。中國歷朝中以明朝最嚴守此制，萬曆帝之后無子，按祖制應立儲於庶長子朱常洛，但萬曆帝偏愛鄭貴妃之子朱常洵，欲廢長立幼，而為群臣所阻，最後被迫立長子朱常洛為皇太子史稱國本之爭，萬曆帝也因此卅年不理政史稱萬曆怠政。
無嫡子時，谁的继承权优先，争议很多。儒家经典《春秋公羊传》主张「立子以贵不以长」，即相較於庶子年紀，庶子之母地愈高，其继承权愈优先。但在中国历史的实践中，「立贵」和「立长」的矛盾一直没有解决，两种继承法都有许多案例，如禮記就記載石駘仲之案例。
民間亦有「長兄為父、長嫂為母」之傳統，意即若雙親不在，以長子夫婦承擔雙親的義務和角色。春秋戰國時期封建制度逐漸解體以後，實行土地私有、政府統一治理，爵位不再承擔政府官員職能，也不再和封地掛鉤，嫡長繼承制的適用範圍僅為爵位、蔭官等身份權利，與家族共有之祭田或祭祀公業管理權，而動產與不動產的財產則實行諸子均分制，古代中國政府以法律的形式對這種繼承制度作規範，然通常遺產「傳男不傳女」，但家長會給予女兒一筆妝奩（嫁妝）。
現在東亞各地區法律上已廢除長子繼承制，但不少人仍奉行此傳統。閩南語中便有大孫跟大漢孫之別。

### 中國
嫡长继承制在夏、商时期已经萌发，至周朝立国而正式确立。嫡长继承制因其继承人选的确定性有利于减少纷争、稳固家业，因此周朝以后延续两千多年的各朝代大多严格遵循嫡长继承制来制定继承法和选立储君。宗祧、官爵、财产继承上，嫡长子较其他子女有优先继承权。对于宗祧和官爵，“宗”为近祖之庙，“祧”为远祖之庙。一家之中，每一世系只能有一位男性嫡子或其后代享有宗祧继承权。宗祧承继即是对祖先血统的正常继承，同时也决定着财产继承的份额。宗祧和官爵的承继以嫡长子为法定的第一顺序继承人，无嫡长子者立嫡长孙或其后代，若嫡长子无后，以长幼依次按其他嫡子与其后代宗祧庶长子及其后代、其他庶子与其后代的顺序继承。
汉武帝罢黜百家，独尊儒术，提倡孝道；瞻养父母之首选为嫡长子，因此分家时嫡长子可较其余子女多分家产，多分的财产称为“长支财”。嫡长子分完长支财后，所余家产再由包括嫡长子在内的诸子均分，且并不分嫡庶。这种继承制为历代法律所规定，并成为中国传统民俗之一部分。中国女子在古代虽不能直接于分家时分得财产，但却可以嫁妆形式间接分得部分家产。自南宋以降的历代法律中，女儿可分得相当于儿子分得的财产的二分之一。因此，古时女儿出嫁时，嫁妆的上限须按当时的家产以假设分家来计算：嫡长子分完长支财后，余财由所有子女再分，诸女均分所得是诸子均分所得之一半。嫁妆不能超过此一上限。例如一户有三子三女，均未成婚，但长女即将出嫁。如此时分家，长子先分完占当时家产一半的长支财，剩下的另一半三子各得九分之二，三女各得九分之一，也即三女各得全部家产的十八分之一，长子分得全部家产的十八分之十一，长子以外的诸子各得全部家产的九分之一。
到了近代，随着妇女解放运动和平权思想的普及，現在中國（含港澳）的法律都也規定了财产均等继承制度，并且把“子”扩展到女儿，各子女具有相等的繼承權。在家族身份以及荣誉权的继承上，习惯上通常依然采用长子继承制，如孔子家族的世袭封号。另外，在一些家族企業也往往讓長子繼承領導的地位；不过，由于市场社会化包括企业股份的公众化，又出现了职业经理人阶层，并且一部分人会有自己不同的事业爱好，此外，现在的家庭子女数量少，社会环境和观念也都发生了一些变化，因此这方面的長子繼承现象并不是绝对的。但财产继承方面奉行“传男不传女”，仍是为普遍现象。2015年，中国大陆一项对公证遗嘱的调查报告显示，大多数被继承人通过遗嘱继承的方式，在生前指定儿子为财产继承人。以规避《中华人民共和国继承法》中，法定继承时，配偶、女儿和儿子享有平等继承权的法律规定。父母剥夺女儿继承权的同时，普遍要求女儿与继承财产的儿子一同按法律规定赡养自己。此前，传统社会中，已婚的女性不继承家产、亦无赡养父母的义务，而是以儿媳妇身份、随丈夫赡养他的父母。针对此类现象，有评论认为“权利和义务都是对等的，女儿有赡养老人之义务，却无继承财产之权利——这道理很难讲得通。”
香港新界原居民一直採取傳男不傳女制度，故如未有在遺囑指定給予女兒，遺產只會分予兒子；至1990年代中香港法律始規定男女繼承權平等。

### 日本
日本長期採用長子繼承制。現在的民法雖然規定各子女可平均繼承父母遺產，但現在仍有不少人讓長子繼承父母的全部土地。
在明治時代之前有各式各樣的繼承方式。由於還沒有統一的繼承相關法令，因此許多家族屢屢產生了不少紛爭。明治時代起，華族和士族規定使用長子繼承制，長子可以世襲爵位。甚至也規定一般平民使用長子繼承制。在這個舊法令中長子繼承制實行得相當徹底，嫡長子具有絕對的優先繼承權。盟軍統治時期，昭和22年（1947年），在駐日盟軍總司令部（GHQ）的指導下，修訂日本民法，廢除原有繼承法，法律上廢止長子繼承制，規定各子女繼承權平等。但到現在仍然有不少家庭讓長子繼承較多遺產。

### 朝鮮
朝鮮半岛古代亦使用嫡長繼承制，在朝鮮王朝時更是嚴格實行，除非正室無子，否則只有嫡子有繼承權，正室無子時也只有良妾之子有機會得到繼承權。但也有幾個君主是以庶子身份繼位。

## 歐洲
中世紀伊比利半岛上的王国的社会结构类似財團。世家門閥中施行长子继承制（Majorat），家庭中的长子可以继承家产，次子则可能剃髮修道，成為修士，或在與摩尔人的战斗中碰运气，用努力来赢取荣耀和土地。

## 參见
- 嫡庶
- 幼子繼承制
- 繼承順位
- 兄終弟及
- 诸子均分制
- 薩利克法